# Aemocia
Aemocia es un género de escarabajos longicornios.

## Especies
- Aemocia balteata Pascoe, 1865
- Aemocia borneana Breuning, 1974
- Aemocia farinosa Pascoe, 1865
- Aemocia griseomarmorata Breuning, 1970
- Aemocia ichthyosomoides Thomson, 1864